# اداره پلیس شهر راکون
ادارهٔ پلیس شهر راکون (به انگلیسی: Raccoon City Police Department) که به شکل کوتاه شده R.P.D می‌باشد، نام یک ادارهٔ پلیس در سری رزیدنت ایول است. آر. پی. دی مرکز اصلی تأمین امنیت و مأموریت‌های پلیسی در شهر راکون بود. گروه S.T.A.R.S و Raccon SWAT زیرمجموعهٔ این اداره محسوب می‌شدند.

## پیش‌زمینه
RPD پلیس شهر راکون بود و وظیفهٔ اعمال قانون، تأمین امنیت و آرامش شهروندان و مبارزه با مجرمان را برعهده داشت. آن‌ها با در اختیار داشتن دو گروه سرامد و باتجربه (استارز و جانشین آن Raccon SWAT) به خوبی موفق به انجام وظیفه‌هایشان شدند و مردم شهر با وجود چنین پلیسی در آرامش و امنیت زندگی می‌کردند. ساختمان اداره، درگذشته یک موزهٔ هنری در جنوب شهر راکون بود و در یکی از خیابان‌های اصلی و پرجمعیت شهر یعنی خیابان انردیل قرار داشت.

## طغیان
ساختمان این اداره، درگذشته یک موزهٔ هنری بود و رئیس ادارهٔ پلیس یعنی برایان آیرونز، در دفتر خود تعدادی از این آثار هنری را نگهداری می‌کرد.
پس از شیوع ویروس T در شهر، بیشتر مردم شهر به زامبی تبدیل شدند. گزیده شدن یک شخص سالم توسط زامبی‌ها کافی بود تا آن شخص سالم نیز به زامبی تبدیل شود و این سبب شد تا شهر راکون به  طغیان در آید، RPD با ایجاد اردوگاه‌هایی از پناهندگان و بازماندگان حفاظت کرد. آن‌ها همچنین با ایجاد سنگرهایی در شهر راکون، ضمن تلاش برای خنثی کردن این طغیان، به جستجوی بازماندگان در شهر پرداختند. به نظر می‌رسید که طبقه‌های پایین‌تر از سطح شهر دارای امنیت بیشتری بودند؛ بِن بارتولوچی، خبرنگاری بود که خود را در زیرزمین ادارهٔ پلیس زندانی کرده بود تا از هجوم زامبی‌ها در امان بماند. به‌هر شکل، فاجعه بسیار گسترده بود و سلاح‌ها و مهمات جنگی چندانی برای آن‌ها باقی نمانده بود و بسیاری از افسران پلیس به زامبی تبدیل شدند.

## زیرمجموعه‌های ادارهٔ پلیس شهر راکون

### تیم‌های گشت
ماموران گشتی RPD (به انگلیسی: Patrol Officers)، در سطح شهر فعالیت می‌کردند و شناخته‌شده‌ترین افراد RPD برای مردم به حساب می‌آمدند. آن‌ها در بیشتر ساعت‌های شبانه‌روز به حل مشکلات ساکنین شهر می‌پرداختند. در جریان طغیان شهر راکون، این مأموران نیز در متن رویداد قرار داشتند و از سوی زامبی‌ها مورد حمله قرار گرفتند. بیشتر این مأموران، خود به زامبی تبدیل شده و به شهروندان سالم حمله می‌کردند.

### Raccoon S.W.A.T
تیم 'سلاح‌ها و تاکتیک‌های ویژه شهر راکون (به انگلیسی: Raccoon Special Weapons And Tactics team) که به شکل کوتاه شده (Raccoon S.W.A.T) نام داشت. این تیم توسط برایان آیرونز، به منظور جایگزینی با استارز، از اعضای باقی‌مانده از همین تیم ایجاد شد. پس از رویداد عمارت اسپنسر، اعضای باقی‌مانده از استارز، تلاش کردند تا فعالیت‌های غیرقانونی شرکت آمبرلا را افشا کنند. این کار با کارشکنی آیرونز روبه‌رو شد و سپس آیرونز گروه استارز را منحل اعلام کرد. تیم S.W.A.T از مأموران زبدهٔ استارز و مأموران دیگری تشکیل شده بود و دارای ویژگی‌های خاص خود بود. اعضای این تیم، توانایی‌های زیادی در استفاده از انواع سلاح‌های سرد و گرم داشتند و دارای بدن‌های ورزیده و چالاکی بودند.

### S.T.A.R.S
گروه 'تاکتیک‌های ویژه و خدمات امداد و نجات (به انگلیسی: Special Tactics And Rescue Service) که به شکل کوتاه شده (S.T.A.R.S) نام داشت به منظور مبارزهٔ ویژه با قانون‌شکنی و تروریسم در سال ۱۹۹۶ بنیانگذاری شد. این گروه مأموریت‌های ویژهٔ RPD، بخشی از ایده‌های شهردار شهر راکون برای روشن‌تر شدن آیندهٔ شهر را سامان داد. گروهی که در حقیقت به توصیهٔ شرکت آمبرلا و توسط آلبرت وسکر بنیانگذاری شد. استارز از دوازده مأمور زبده و بسیار کاردان تشکیل شده بود که در غالب دو تیم در یک مجموعه گرد هم جمع شده بودند. تیم نخست، آلفا نام داشت که فرماندهی آن را آلبرت وسکر برعهده داشت. نام تیم دوم، براوو بود که فرماندهی آن در اختیار انریکو مارینی قرار داشت.
دو سال پس از تشکیل این گروه، رویدادهای عجیبی در کوهستان آرکلی رخ می‌دهد. چندین قتل که به شکل بسیار ددمنشانه‌ای اتفاق افتاده بود. در شامگاه ۲۳ ژوئیه ۱۹۹۸، یک قطار مسافربری، در نزدیکی کوهستان آرکلی به دلایل نامشخصی منهدم می‌شود. دوساعت پس از این رویداد استارز خود را وارد این ماجرا کرد.

#### تیم براوو
تیم براوو (به انگلیسی: Bravo team)، تیم دوم گروه استارز محسوب می‌شد که فرماندهی آن را انریکو مارینی برعهده داشت. این تیم در کل از شش مأمور تشکیل می‌شد.
استارز در مرحلهٔ نخست، تیم براوو را به منظور بررسی و تحقیق دربارهٔ این پرونده به کوهستان آرکلی فرستاد. بالگرد تیم دچار نقص فنی شد و سقوط کرد، اما اعضای تیم همگی از این حادثه زنده ماندند. جستجو و تحقیق پیرامون دلیل این حادثه آغاز شد. ربکا که از اعضای تازه‌کار گروه محسوب می‌شد نیز در این مأموریت حضور داشت. او پس از یافتن قطار وارد آن شد و پس از مدتی با بیلی کوئن ملاقات کرد. آن دو با یکدیگر به تحقیق پیرامون این رویداد پرداختند. زامبی‌ها و مخلوقات عجیب دیگری در آن قطار وجود داشت. این مخلوقات پیش از این انسان‌ها و موجودات معمولی بودند که پس از ابتلا به ویروس T، ساختار بدن آن‌ها به این شکل در آمده بود.. هر جانداری که به این ویروس مبتلا شود، کشته می‌شود و در برابر، جریان الکتریکی ضعیفی را در بدن شخص مبتلا ایجاد می‌کند. این جریان الکتریکی ضعیف سبب به کار افتادن مجدد برخی از سیستم‌های حیاتی بدن می‌شود اما این شخص دیگر یک موجود مرده و بی‌خرد است و فقط سعی می‌کند نیاز خود را به غذا برطرف کند. فقط یک‌بار گزش توسط زامبی‌ها کافی است تا ویروس تی از زامبی به بدن فرد سالم منتقل شود، تا یک زامبی جدید متولد شود. این ویروس توسط دکتر جیمز مارکوس کشف شده بود. اوزول ای اسپنسر به مارکوس خیانت کرده و دستور می‌دهد تا او را بکشند اما مارکوس توسط یک زالو که به بدنش وارد شده بود زنده ماند و پس از ده‌سال بدن او توسط زالوی ملکه به شکل کامل بازسازی شد. اینک مارکوس در اندیشهٔ انتقام از اسپنسر و شرکت آمبرلا برآمده و ویروس تی را در کوهستان آرکلی پخش می‌کند. ربکا و بیلی در ادامه به عمارت دکتر جیمز مارکوس وارد شدند و سرانجام او را نابود کردند.  اما در تمام این مدت، هیچ پیامی از مأموران تیم براوو به دفتر گروه استارز نمی‌رسد.

#### تیم آلفا
تیم آلفا (به انگلیسی: Alpha team)، تیم نخست و اصلی گروه استارز محسوب می‌شد که فرماندهی آن را آلبرت وسکر برعهده داشت. این تیم در کل از شش مأمور تشکیل می‌شد.
پس از مفقود شدن تیم براوو، استارز تیم اصلی خود را در ۲۴ ژوئیه ۱۹۹۸ به کوهستان آرکلی روانه ساخت. تیم آلفا پس از فرود بالگردشان، به جستجو پرداختند اما طولی نکشید که آن‌ها هم در متن انتقام‌گیری دکتر مارکوس و طغیان ویروس تی افتادند. جوزف فراست نخستین عضو تیم آلفا بود که مورد حملهٔ سگ‌های مبتلا به ویروس تی قرار گرفت. جیل ولنتاین این رخداد را مشاهده کرد و سپس توسط سگ‌ها مورد حمله قرار گرفت اما توسط کریس ردفیلد نجات یافت. در ادامه هر دو توسط آلبرت وسکر نجات یافتند و از سگ‌ها فرار کردند. براد ویکرز، خلبان تیم از ترس آنجا را ترک کرد و تیم برای در امان ماندن از سگ‌ها خود را به یک عمارت در آن منطقه رساندند. پس از ورود به عمارت، کریس و سایر اعضای تیم رویدادهای زیادی را مشاهده می‌کنند. در جریان این رویدادها، مشخص می‌شود که آلبرت وسکر، پژوهشگر شرکت آمبرلا بوده و فعالیت‌های غیرقانونی انجام می‌داده‌است. وسکر، کریس را با تایرانت آشنا می‌کند اما تایرانت در حرکتی عجیب وسکر را می‌کشد. کریس پس از روبه‌رو شدن با تایرانت - که یکی از پروژه‌های مخفیانه و اصلی شرکت آمبرلا بود - سرانجام پس از دو نبرد او را کشته و به همراه جیل، ربکا و بری بارتون پیش از انهدام عمارت از آنجا می‌گریزد.
آلبرت وسکر گروه استارز را به منظور پیشبرد هدف‌های شرکت آمبرلا بنیانگذاری کرده بود. او پژوهشگر شرکت آمبرلا بود اما تصمیم داشت تا مستقل از آمبرلا، به هدف‌های خود دست یابد. پس از انتقام‌گیری مارکوس، وسکر و ویلیام برکین از این رویداد به سود خود استفاده کردند تا خود را از آمبرلا جدا کنند. به همین دلیل وسکر از گروه استارز (که از بهترین و زبده‌ترین مأموران بودند) استفاده کرد تا میزان توانایی مخلوقات خود را بسنجد. در نهایت نیز مرگ او توسط تایرانت یک مرگ غیرواقعی بود. او با این نقشه به همگان وانمود کرد که مرده‌است تا با آسودگی بیشتر، مستقل از آمبرلا، به هدف‌های خود نزدیک شود.
بازماندگان استارز، پس از ورود به شهر، قصد افشاگری فعالیت‌های غیرقانونی آمبرلا را داشتند اما مدرکی برای متهم کردن آمبرلا در اختیار نداشتند. آن‌ها پس از صحبت با آیرونز، از او درخواست کردند تا به آن‌ها کمک کند، اما آیرونز پیش از این‌ها از طرف آمبرلا رشوه دریافت کرده بود. آیرونز برای جلوگیری از اقدامات عدی، استارز را منحل اعلام می‌کند.

## شخصیت‌های ادارهٔ پلیس شهر راکون

### شخصیت‌های گروه استارز
تیم آلفا

#### آلبرت وسکر
نوشتار اصلی: آلبرت وسکر

#### بری بارتون
نوشتار اصلی: بری بارتون

#### کریس ردفیلد
نوشتار اصلی: کریس ردفیلد

#### جیل ولنتاین
نوشتار اصلی: جیل ولنتاین

#### براد ویکرز
براد ویکرز (به انگلیسی: Brad Vickers)، نام یکی از عضوهای تیم آلفا بود. او در سال ۱۹۶۳ در شهر دلوچیا متولد شد. براد پیش از آنکه خلبان تیم آلفا باشد، مسئول حفاظت از مواد شیمیایی بود. او جنگجوی خوبی نبود و معمولاً عصبی بود. او همیشه از اینکه به عنوان نخستین فرد با خطر روبه‌رو شود گریزان بود. در جریان فرستاده شدن تیم آلفا به کوهستان آرکلی، براد خلبان بالگرد تیم بود. پس از رخ دادن نخستین خطر او از ترس فرار کرد اما چندین بار با هم تیمی‌هایش تماس برقرار کرد. سیستم رادیویی هم‌تیمی‌های او، دچار مشکل بود و صدای آن‌ها را نمی‌شنید. او سرانجام پس از پایان مأموریت کریس در عمارت اسپنسر، با او تماس و گفت که این آخرین پیام است و اگر، زنده بودن هم‌تیمی‌هایش را متوجه نشود، دیگر برای کمک باز نخواهد گشت. کریس نیز با کمک یک منور، زنده بودن خود و سایر هم‌تیمی‌هایش را به او نشان داد و براد نیز به کمک آن‌ها رفت. سرانجام نیز کریس با راکتی که از براد گرفت، تایرانت را نابود کرد.
در جریان طغیان شهر راکون، براد ویکرز نیز در شهر راکون حضور داشت. او سرانجام در ۲۸ ژوئیه ۱۹۹۸، به دست نمسیس کشته می‌شود. کار صداگذاری این شخصیت را در رزیدنت ایول 3 Evan Sabba، در رزیدنت ایول (نسخهٔ بازسازی شده) Adam Paul و در رزیدنت ایول: تاریخچه تاریكی Johnny Yong Bosch، انجام دادند.

#### جوزف فراست
جوزف فراست (به انگلیسی: Joseph Frost)، نام یکی از عضوهای تیم آلفا بود. او در سال ۱۹۷۱ متولد شد. جوزفف دارای مهارت رانندگی بالا و شخصیت نکته‌سنجی بود. در جریان فرستاده شدن تیم آلفا به کوهستان آرکلی، جوزف نخستین عضو از تیم آلفا بود که پس از مورد حمله فرار گرفتن سگ‌های وحشی، کشته شد. کار صداگذاری این شخصیت را در رزیدنت ایول (نسخهٔ بازسازی شده) Adam Paul برعهده داشت.
تیم براوو

#### انریکو مارینی
انریکو مارینی (به انگلیسی: Enrico Marini)، نام فرماندهٔ تیم براوو و پس از آلبرت وسکر فرمانده کل استارز بود. او در سال ۱۹۵۷ متولد شد. پس از فرستاده شدن تیم براوو به کوهستان آرکلی، بالگرد آن‌ها سقوط می‌کند اما اعضای تیم زنده می‌مانند. آن‌ها به جستجو و تحقیق پیرامون جنایت‌های کوهستان آرکلی پرداختند. انریکو و همراهانش، یک خودروی ون نظامی را در حالیکه منهدم شده بود پیدا می‌کنند. در کنار این خودرو دو افسر پلیس که مرده بودند نیز وجود داشت. انریکو در خودرو پروندهٔ یک زندانی به نام بیلی کوئن را پیدا می‌کنند اما خود بیلی از آنجا فرار کرده بود. ربکا چمبرز و ادوارد دیوای دو عضو تیم او بودند که از تیم اصلی جدا شدند و از راه سیستم رادیویی با انریکو در ارتباط بودند. انریکو در جستجوهایش وارد مقر زیرزمینی آمبرلا در شهر راکون می‌شود و با ربکا ملاقات می‌کند و از او می‌خواهد که در کنار تیم به جستجو بپردازد، اما ربکا در جستجوی بیلی کوئن بود و از انریکو خواست تا این را بپذیرد.
انریکو و تیمش، در ادامه عمارت اسپنسر را پیدا کردند. آن منطقه دارای مخلوقات عجیب زیادی بود. تیم براوو پس از حملهٔ این مخلوقات به شدت آسیب دیده و از یکدیگر جدا شدند. انریکو به سمت غارهای زیرزمینی آن عمارت فرار می‌کند. او در آنجا سندها و مدارکی را پیرامون آلبرت وسکر و کار کردن او برای آمبرلا پیدا کرد. او به خیانت وسکر پی برده بود. پس از ملاقات با کریس که به همراه تیم آلفا به آنجا آمده بود، قصد داشت تا خیانت وسکر را برای کریس افشا کند اما در این لحظه وسکر به شکل مخفیانه او را می‌کشد. کار صداگذاری این شخصیت را Daniel Hagen انجام داد.

#### ریچارد آیکن
ریچارد آیکن (به انگلیسی: Richard Aiken)، نام یکی از عضوهای تیم براوو بود. او در سال ۱۹۷۵ متولد شد. او در انجام کارهای ارتباطی و مخابراتی متخصص بود و به نوعی، مسئول ارتباطی تیم براوو بود. تیم براوو پس از پیدا کردن عمارت اسپنسر، مورد حملهٔ مخلوقات عجیبی قرار گرفت و اعضای آن برای نجات جان خویش، از یکدیگر جدا شدند.
ریچارد وارد عمارت شد و در آنجا ربکا چمبرز را در حال استراحت مشاهده کرد. آن‌ها به جستجوی انریکو پرداختند و در ادامه توسط یک مار غول‌پیکر مورد حمله قرار گرفتند. زمانی‌که ریچارد جان ربکا را نجات داد، توسط مار به شدت زخمی شد. پس از این رخداد او به هر شکل ممکن می‌میرد؛ نوع مرگ او در نسخه‌های مختلف بازی و سناریوهای آن متفاوت است اما مرگ او به شکل دقیق، به دلیل سمی شدن وی پس از گزیدگی توسط مار است. کار صداگذاری این شخصیت را در رزیدنت ایول (نسخهٔ بازسازی شده) Joe Whyte و در بازی رزیدنت ایول: تاریخچه آمبرلا Yuri Lowenthal انجام دادند.

#### ادوارد دیوای
ادوارد دیوای (به انگلیسی: Edward Dewey)، نام یکی از اعضای تیم براوو بود. او در سال ۱۹۷۲ متولد شد. تیم براوو پس از فرود در کوهستان آرکلی، جستجوهای خود را آغاز کردند. ادوارد دیوای و ربکا چمبرز به همرا یکدیگر به جستجو و تحقیق پرداختند. او در ادامه پس از آنکه به ویروس تی دچار شد، در مقابل ربکا به زامبی تبدیل شد و سپس کشته شد.

#### فورست اسپیر
فورست اسپیر (به انگلیسی: Forest Speyer)، نام یکی از اعضای تیم براوو بود. او در سال ۱۹۶۹ متولد شد. او در تیراندازی مهارت بسیاری داشت. نقش او در تیم براوو هم‌پایه نقش کریس ردفیلد در تیم آلفا بود. این دو شخصیت همواره با هم در تیراندازی رقابت می‌کردند. پس از فرود تیم براوو در کوهستان آرکلی، آن‌ها در ادامه عمارت اسپنسر را پیدا کردند. آن منطقه دارای مخلوقات عجیب زیادی بود. تیم براوو پس از حملهٔ این مخلوقات به شدت آسیب دیده و از یکدیگر جدا شدند. فورست اسپیر نیز به درون عمارت فرار کرد و در آنجا توسط کلاغ‌های خون‌آشام کشته شد.

#### کنث جی. سولیوان
کنث جی. سولیوان (به انگلیسی: Kenneth J. Sullivan)، نام یکی از اعضای تیم براوو بود. او در سال ۱۹۵۳ متولد شد. پس از فرود تیم براوو در کوهستان آرکلی، آن‌ها در ادامه عمارت اسپنسر را پیدا کردند و پس از حملهٔ مخلوقاتی عجیب از یکدیگر جدا شده و هریک به شکلی وارد آنجا شدند. سولیوان، تا زمان ورود تیم الفا در عمارت بود و به محض ورود اعضای تیم آلفا به عمارت، صدای شلیک گلوله‌ای شنیده شد. این صدای شلیک سولیوان بود که در حال دفاع از خود دربرابر زامبی بود، اما سرانجام او توسط زامبی کشته شد.

#### ربکا چمبرز
نوشتار اصلی: ربکا چمبرز

### شخصیت‌های ادارهٔ پلیس شهر راکون

#### برایان آیرونز
برایان آیرونز (به انگلیسی: Brian Irons)، رئیس کل ادارهٔ پلیس شهر راکون (R.P.D) بود. آیرونز علاقهٔ زیادی به نگه‌داری از اشیاء قیمتی داشت و برخی از اشیاء موزه را در دفتر کارش نگه‌داری می‌کرد. او از پنج سال پیش از طغیان شهر راکون به شکل مخفیانه با ویلیام برکین تماس داشت و به دلیل دریافت رشوه، از فعالیت‌های غیرقانونی آمبرلا چشم پوشی می‌کرد. در جریان طغیان شهر راکون، کلر ردفیلد او را در دفتر کارش در ادارهٔ پلیس مشاهده کرد. برایان جسد دختر شهردار شهر را به قصد تاکسیدرمی، این جسد را نگه داشته بود. او در نهایت توسط هیولایی که ویلیام برکین در بدن او قرار داد کشته شد. کار صداگذاری این شخصیت را در رزیدنت ایول ۲ Gary Krawford و در بازی رزیدنت ایول: تاریخچه تاریكی، JB Blanc انجام دادند.

#### ماروین براناف
ماروین براناف (به انگلیسی: Marvin Branagh)، یکی از افسران ادارهٔ پلیس شهر راکون (R.P.D) بود. او یک افسر متین و با حواس بود. پس از طغیان شهر راکون، زامبی‌ها به ادارهٔ پلیس شهر هجوم آوردند و بیشتر افسران پلیس را به ویروس تی آلوده کردند. ماروین نیز در کنار سایر همکارانش مقاومت زیادی دربرابر آن‌ها انجام داد اما سرانجام او هم مورد گزش زامبی‌ها قرار گرفت و به این ویروس مبتلا گشت. ماروین درحالی‌که به شدت مجروح بود با کلر ردفیلد ملاقات کرد. کلر برای پیدا کردن کریس به ادارهٔ پلیس وارد شد. براناف در بارهٔ کریس با کلر صحبت کرد و به او گفت که از شهر خارج شده‌است. کلر در ادامه پس از مواجه شدن با ماروین، او را در حالی‌که به زامبی تبدیل شده بود می‌بیند و مجبور می‌شود، او را بکشد. کار صداگذاری این شخصیت را در رزیدنت ایول: تاریخچه تاریكی Lex Lang و در بازی رزیدنت ایول: شیوع: پرونده ۲ Beau Billingslea انجام دادند.

#### کوین ریمان
کوین ریمان (به انگلیسی: Kevin Ryman)، یکی از افسران ادارهٔ پلیس شهر راکون (R.P.D) و یکی از شخصیت‌های قابل کنترل در بازی رزیدنت ایول: شیوع و همچنین رزیدنت ایول: شیوع: پرونده ۲ بود. کوین در سال ۱۹۶۷ متولد شده بود. او در هنگام آغاز طغیان شهر در یک کافه حضور داشت و سرانجام نیز موفق شد از شهر فرار کرده و زنده بماند. کار صداگذاری این شخصیت را Kirk Thornton برعهده داشت.

#### کوین دلای
کوین دلای (به انگلیسی: Kevin Dooley)، یکی از افسران ادارهٔ پلیس شهر راکون (R.P.D) بود. در جریان فرستاده شدن تیم براوو به کوهستان آرکلی، کوین که عضو این گروه نبود، به عنوان خلبان بالگرد، تیم براوو را همراهی کرد. زمانی‌که اعضای تیم براوو کار جستجو را آغاز کردند. او در بالگرد ماند و منتظر تیم شد. پس از مدتی کوین مورد حملهٔ سگ‌های وحشی قرار گرفت و کشته شد. جوزف فراست، نخستین قربانی تیم آلفا، قسمتی از بدن او را در زمین مشاهده کرده و این را به هم‌تیمی‌هایش اعلام می‌کند و سپس توسط سگ‌ها کشته می‌شود.

#### نیل چارلسن
نیل چارلسن (به انگلیسی: Neil Carlsen)، یک گروهبان در ادارهٔ پلیس شهر راکون (R.P.D) و مأمور گشتی این اداره در شهر راکون بود. او شخصی بود که سلاح‌های پرقدرتی را در یک اتاق پنهان کرده بود که توسط کلر ردفیلد مورد استفاده قرار می‌گیرد. چارلسن توسط رئیس برایان آیرونز در کتابخانهٔ اداره کشته می‌شود.

#### ریتا
ریتا (به انگلیسی: Rita)، یکی از معدود افسران زن ادارهٔ پلیس شهر راکون بود که موفق شد از شهر فرار کند. او در جریان رویدادهای بازی رزیدنت ایول: شیوع: پرونده ۲ حضور داشت. کار صداگذاری این شخصیت را Wendee Lee برعهده داشت.

#### تیلر همیلتون
تیلر همیلتون (به انگلیسی: Tyler Hamilton)، یک پلیس تازه‌کار در ادارهٔ پلیس شهر راکون بود. او درجریان قرنطینهٔ شهر یکی از افسران حاضر در آنجا بود. این شخصیت موفق می‌شود تا از شهر بگریزد. او در بازی Resident Evil: Confidential Report که یک بازی مخصوص گوشی همراه است حضور داشت.

## پایان R.P.D
پس از پایان رویدادهای رزیدنت ایول ۳، ادارهٔ پلیس شهر راکون، به همراه تمام افسران آن که به زامبی تبدیل شده بودند، پس از برخورد بمب هسته‌ای با شهر، به همراه خود شهر از نقشهٔ جغرافیایی ایالات متحده پاک شد.